# المحلة (لحج)
المحلة هي إحدى قرى الجمهورية اليمنية. وهي تتبع جغرافيًا لمحافظة لحج. وإداريًا لمديرية تبن. يبلغ تعداد سكانها 2770 نسمة حسب الإحصاء الذي جرى عام 2004.